# Gartenflüchtling

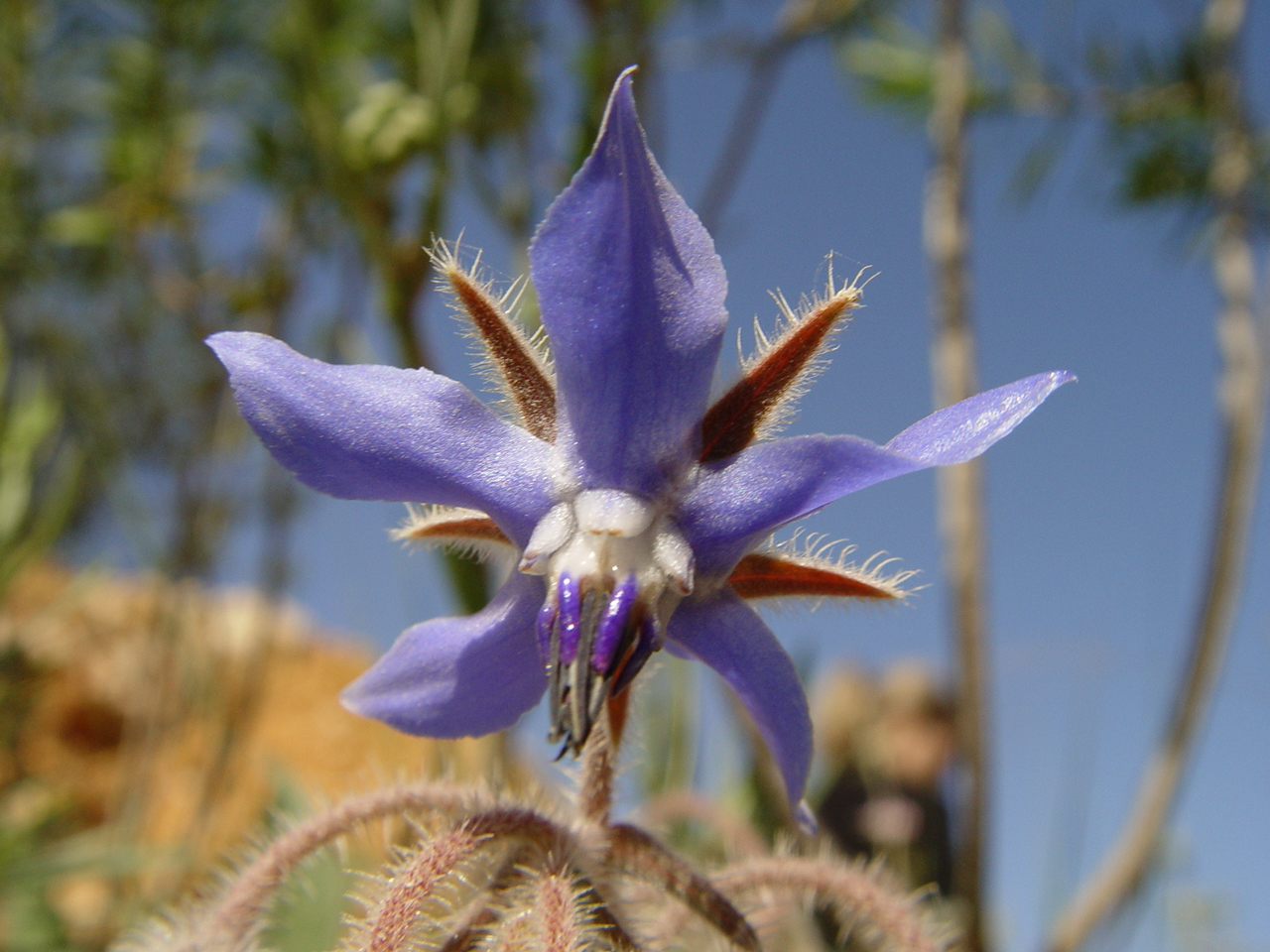
Eine einzelne Borretschblüte

Als Gartenflüchtling oder Stinsenpflanze bezeichnet man Pflanzen, die in einer Region ursprünglich nicht heimisch sind und es aufgrund ihrer Ausbreitungsstrategien schaffen, sich in der freien Natur anzusiedeln und dort fortzupflanzen. Der entsprechende Begriff für Tierarten, die sich aus der Gefangenschaft heraus in einer Region ansiedeln, ist Gefangenschaftsflüchtling. 
Alle Gartenflüchtlinge zählen zu den sogenannten hemerochoren Pflanzen. Diesen Begriff verwendet man übergreifend für Pflanzen, die direkt oder indirekt durch den Menschen eingeführt worden sind. Der Begriff umfasst damit auch die unbeabsichtigt eingeführten Pflanzen, die durch Saatgutverschmutzung (Speirochorie) oder durch unbeabsichtigten Transport (Agochorie) eingeführt wurden. Gartenflüchtlinge gehen dagegen auf gezielt eingeführte Pflanzen zurück und sind damit meist sogenannte ethelochore Pflanzen. Sie können sich zu invasiven Pflanzen entwickeln, deren Ansiedlung als problematisch zu werten ist. Das gilt beispielsweise für den Riesen-Bärenklau, ein einstmals aus dem Kaukasus als Zierpflanze eingeführter zweijähriger Neophyt, und das Drüsige Springkraut, das großflächig heimische Arten verdrängt. Bei Gehölzen ist vor allem der Götterbaum zu nennen, der ebenfalls als Gartenflüchtling gilt und sich in der freien Natur massiv ausbreitet.
Harmlos ist dagegen der Borretsch, der aus dem Mittelmeerraum stammt und dem es gelegentlich gelingt, sich aus Gärten heraus in freier Natur anzusiedeln. Häufig anzutreffen sind auch das Kleine Immergrün und der Bärlauch.
Insbesondere in fragilen oder instabilen Ökosystemen können sich Gartenflüchtlinge zu invasiven Eindringlingen entwickeln. Viele invasive Neophyten in Australien und Neuseeland waren ursprünglich Gartenflüchtlinge. Ihre Ausbreitung lässt sich gelegentlich sogar auf botanische Gärten zurückführen. Gartenflüchtlinge sind daher Forschungsgegenstand der Invasionsbiologie.